# Internationale Fechtmeisterschaften 1933
Die  Fechtweltmeisterschaft 1933 fanden in Budapest statt. Es wurden acht Wettbewerbe ausgetragen, sechs für Herren und zwei für Damen.

## Herren

### Florett, Einzel
| Platz | Land | Sportler            |
| ----- | ---- | ------------------- |
| 1     | ITA  | Gioacchino Guaragna |
| 2     | ITA  | Giulio Gaudini      |
| 3     | GBR  | Emrys Lloyd         |

### Florett, Mannschaft
| Platz | Land               | Sportler                                                                                                 |
| ----- | ------------------ | --- |
| 1     | Königreich Italien | Giorgio Bocchino, Manlio Di Rosa, Gioacchino Guaragna, Giorgio Macerata, Giuliano Nostini, Saverio Ragno |
| 2     | Österreich         | Ernst Baylon, Richard Brünner, Kurt Ettinger, Josef Losert, Hans Lion                                    |
| 3     | Ungarn             | Sandor Gözsy, János Hajdú, Jozsef Hatz, Otto Hatszeghy-Hatz, Lajos Maszlay, Egon Meszlenyi               |

### Degen, Einzel
| Platz | Land | Sportler        |
| ----- | ---- | --------------- |
| 1     | FRA  | Georges Buchard |
| 2     | ITA  | Saverio Ragno   |
| 3     | FRA  | Bernard Schmetz |

### Degen, Mannschaft
| Platz | Land               | Sportler |
| ----- | ------------------ | --- |
| 1     | Königreich Italien | Giancarlo Brusati, Giancarlo Cornaggia Medici, Renzo Minoli, Saverio Ragno, Franco Riccardi, Mario Visconti |
| 2     | Frankreich         | Georges Buchard, Jacques Coutrot, Louis Prat, Paul Rousset, Bernard Schmetz                                 |
| 3     | Schweden           | Raoul Armann, Curt Dahlgren, Hans Drakenberg, Gustaf Dyrssen, Bo Lindman, Sven Thofelt                      |

### Säbel, Einzel
| Platz | Land | Sportler       |
| ----- | ---- | -------------- |
| 1     | HUN  | Endre Kabos    |
| 2     | ITA  | Gustavo Marzi  |
| 3     | ITA  | Giulio Gaudini |

### Säbel, Mannschaft
| Platz | Land                   | Sportler |
| ----- | ---------------------- | --- |
| 1     | Ungarn                 | Aladár Gerevich, György Piller-Jekelfalussy, Endre Kabos, Pál Kovács, Lajos Maszlay, László Rajcsányi, Antal Zirczy |
| 2     | Königreich Italien     | Giulio Gaudini, Gustavo Marzi, Vincenzo Pinton, Emilio Salafia, Silvio Turchi, Ugo Ughi                             |
| 3     | Vereinigtes Königreich | Charles-Louis de Beaumont, Craven Hohler, Emrys Lloyd, Arthur Pilbrow, Oliver Geoffrey Trinder                      |

## Damen

### Florett, Einzel
| Platz | Land | Sportlerin         |
| ----- | ---- | ------------------ |
| 1     | GBR  | Gwendoline Neligan |
| 2     | HUN  | Erna Bogathy       |
| 3     | DEN  | Mitzi With         |

### Florett, Mannschaft
| Platz | Land                   | Sportlerinnen                                                                      |
| ----- | ---------------------- | ---------------------------------------------------------------------------------- |
| 1     | Ungarn                 | Erna Bogathy, Margit Danÿ, Ilona Elek, Margit Elek                                 |
| 2     | Vereinigtes Königreich | Elizabeth Carnegy-Arbuthnott, Mary Geddes, Judy Guinness, Gwendoline Neligan       |
| 3     | Österreich             | Grete Friedmann, Elisabeth Grasser, Minna Kastner, Anni Roth, Frieda von Gregurich |

## Medaillenspiegel
| Platz | Land                   | Gold | Silber | Bronze | Gesamt |
| ----- | ---------------------- | ---- | ------ | ------ | ------ |
| 1     | Königreich Italien     | 3    | 4      | 1      | 8      |
| 2     | Ungarn                 | 3    | 1      | 1      | 7      |
| 3     | Vereinigtes Königreich | 1    | 1      | 2      | 4      |
| 4     | Frankreich             | 1    | 1      | 1      | 3      |
| 5     | Österreich             | –    | 1      | 1      | 3      |
| 6     | Schweden               | –    | –      | 1      | 1      |
| 6     | Dänemark               | –    | –      | 1      | 1      |